# Wijken en buurten in Katwijk
De Nederlandse gemeente Katwijk is voor statistische doeleinden onderverdeeld in wijken en buurten. De gemeente is verdeeld in de volgende statistische wijken:
- Wijk 01 Katwijk-Noord (CBS-wijkcode:053701)
- Wijk 02 't Heen (CBS-wijkcode:053702) (valt onder Katwijk-Noord)
- Wijk 03 Katwijk aan den Rijn (CBS-wijkcode:053703)
- Wijk 04 Katwijk Midden (CBS-wijkcode:053704)
- Wijk 05 Katwijk aan Zee (CBS-wijkcode:053705)
- Wijk 06 Landelijk gebied Katwijk (CBS-wijkcode:053706)
- Wijk 07 Rijnsburg (CBS-wijkcode:053707)
- Wijk 08 Valkenburg (CBS-wijkcode:053708)

Een statistische wijk kan bestaan uit meerdere buurten. Onderstaande tabel geeft de buurtindeling met kentallen volgens het Centraal Bureau voor de Statistiek (2008):
| CBS-buurtcode | Buurtnaam                            | Inwonertal | Opp. totaal (ha) | Opp. land (ha) | Ligging                |
| ------------- | ------------------------------------ | ---------- | ---------------- | -------------- | ---------------------- |
| BU05370101    | Rijnsoever-West                      | 5290       | 75               | 75             | Locatie in de gemeente |
| BU05370102    | Rijnsoever-Oost                      | 2520       | 56               | 56             | Locatie in de gemeente |
| BU05370103    | Hoornes-West                         | 3150       | 36               | 35             | Locatie in de gemeente |
| BU05370104    | Hoornes-Oost                         | 2440       | 27               | 25             | Locatie in de gemeente |
| BU05370201    | 't Heen-Zuid                         | 10         | 28               | 25             | Locatie in de gemeente |
| BU05370202    | 't Heen-Noord                        | 20         | 73               | 71             | Locatie in de gemeente |
| BU05370301    | Dorp                                 | 3000       | 54               | 49             | Locatie in de gemeente |
| BU05370302    | 't Sandt                             | 610        | 27               | 25             | Locatie in de gemeente |
| BU05370303    | Molenwijk                            | 2380       | 47               | 45             | Locatie in de gemeente |
| BU05370401    | Witte Hek                            | 1740       | 32               | 25             | Locatie in de gemeente |
| BU05370402    | Cleijn Duin                          | 1320       | 20               | 19             | Locatie in de gemeente |
| BU05370403    | Overduin                             | 1650       | 32               | 32             | Locatie in de gemeente |
| BU05370404    | Koestal                              | 1450       | 18               | 18             | Locatie in de gemeente |
| BU05370501    | Strand                               | 0          | 19               | 19             | Locatie in de gemeente |
| BU05370502    | De Noord                             | 3360       | 36               | 32             | Locatie in de gemeente |
| BU05370503    | Noord-Oost                           | 1410       | 14               | 14             | Locatie in de gemeente |
| BU05370504    | Centrum                              | 1200       | 11               | 11             | Locatie in de gemeente |
| BU05370505    | Midden                               | 3650       | 29               | 29             | Locatie in de gemeente |
| BU05370506    | Zuid-West                            | 350        | 23               | 23             | Locatie in de gemeente |
| BU05370507    | Zuid-Oost                            | 3780       | 47               | 47             | Locatie in de gemeente |
| BU05370601    | Noordduinen                          | 10         | 78               | 77             | Locatie in de gemeente |
| BU05370602    | Zuidduinen                           | 40         | 458              | 441            | Locatie in de gemeente |
| BU05370603    | Zanderij Westerbaan                  | 2680       | 54               | 53             | Locatie in de gemeente |
| BU05370604    | De Mient en Kooltuin                 | 40         | 132              | 131            | Locatie in de gemeente |
| BU05370700    | Rijnsburg                            | 7640       | 115              | 107            | Locatie in de gemeente |
| BU05370701    | Valkenburgerweg                      | 6640       | 100              | 97             | Locatie in de gemeente |
| BU05370708    | Polder Kamphuizen                    | 200        | 139              | 132            | Locatie in de gemeente |
| BU05370709    | Verspreide huizen Rijnsburg          | 490        | 254              | 250            | Locatie in de gemeente |
| BU05370800    | Valkenburg                           | 3820       | 70               | 65             | Locatie in de gemeente |
| BU05370808    | Verspreide huizen Ommedijkse Polder  | 70         | 102              | 44             | Locatie in de gemeente |
| BU05370809    | Overige verspreide huizen Valkenburg | 230        | 401              | 394            | Locatie in de gemeente |